# バハマ文書
バハマ文書（バハマぶんしょ、英語: Bahamas Leaks）は、1990年以降から2016年現在までにバハマで設立されたペーパーカンパニーなどの法人約17万5000社に関する約130万件の電子ファイルである。2016年9月に国際調査報道ジャーナリスト連合が「バハマリークス」と名付けて、ネリー・クルースをはじめとする政治家・役員・株主と関連情報を公開した。

## 概要
カリブ海の島国で租税回避地として知られるバハマにおいて、実態のない会社を設立・運用した租税回避行為に関する文書である。日本関連とみられる法人も80社程度もみられた。
1997年に経営破綻した山一証券も　1993年から1998年にかけて、「ニューハイ」「ヒルトップ」「ニュートップ」「YFB」の計4社をバハマに設立。当時含み損を抱えていた有価証券を引き取らせることで、損失を隠していたと見られる。

## 内容
2016年9月、ガーディアン紙によるとアンバー・ラッドが1998－2000年にバハマに設立された2法人の役員だった。